# Перепись населения Великого княжества Литовского (1528)
Перепись 1528 года (лит. 1528 m. LDK gyventojų surašymas) — первая перепись населения, проведённая в Великом княжестве Литовском. Она не представляла собой перепись в современном понимании, поскольку имела ограниченный охват. В ходе неё для военных целей подсчитывались только крестьянские домохозяйства (лит. dūmas). В литовском государстве использовалась призывная армия, для которой литовские дворяне должны были предоставлять одного солдата на каждые 16 или 20 принадлежащих им домохозяйств. Поэтому возникала необходимость подсчитывать такие домохозяйства, чтобы доподлинно знать, выполнил ли тот или иной дворянин своё обязательство перед княжеством. Следующая подобная перепись была проведена в 1565 году.

## Предыстория и результаты
Войны Литвы с Москвой принесли ей сначала значительные территориальные потери, а затем вызвали коренные изменения в организации войск. Вместо того, чтобы быть привилегией, приносившей доход от военных трофеев и возможность карьерного роста на вновь завоёванных территориях, военная служба превратилась в обременительную обязанность по защите родины. Каждый воин должен был сам себе обеспечить оружие, доспехи, лошадь и продовольствие. Дворяне кормились за счёт сельского хозяйства и искали способы уклониться от своих воинских повинностей. Государству же нужны были способы обеспечить призыв на военную службу, и оно начало вести подробные списки и описи тех, кто явился на службу, а кто нет. Они делались во время и в месте сбора армии. В 1528 году к дворянам и в их владения приезжали писцы для подсчёта и проверки числа крестьянских дворов. Первый Статут Великого княжества Литовского кодифицировал порядок призыва на военную службу.
Перепись определила максимальную численность армии. Дворяне могли предоставить около 20 000 всадников, а магнаты и горожане — дополнительно 10 000 человек. Поскольку в переписи учитывались только домохозяйства, количество жителей княжества определить крайне сложно. Немец Вернер Конце оценил его в 1,3 миллиона человек. Генрик Ловмянский и Ежи Охманский указали на то, что Конзе не учёл при этом земли великого князя и церкви, которые не затронула перепись. По их мнению население Великого княжества Литовского в то время насчитывало более 2 миллионов человек.